# مدونة الشغل المغربية
مدونة الشغل  في المغرب هو النص القانوني الذي يبين مجموع القواعد المتعلقة بتنظيم العلاقات الاجتماعية داخل المقاولة وفي سوق الشغل.

## نظرة تاريخية
مدونة الشغل المغربية هي التشريع الذي ينظم علاقات العمل في المغرب. بدأ تطور التشريع العمالي في المغرب من خلال قانون العمل الصادر في 1936، الذي كان يهدف إلى تنظيم بعض حقوق العمال، ولكنه لم يكن كافياً. في عام 1960، تم إصدار قانون العمل الجديد الذي جمع بين مجموعة من القوانين العمالية في نص واحد.
تواصل التطور حتى عام 2003، عندما تم إصدار مدونة الشغل بشكل شامل، بهدف تحسين حقوق العمال وتنظيم علاقات العمل بشكل متوازن بين العمال والمشغلين. المدونة تناولت تنظيم ساعات العمل، حقوق النساء، العمال الأجانب، وغيرها من الموضوعات.
منذ إصدارها، تعرضت المدونة لعدة تعديلات لتواكب التغيرات الاقتصادية والاجتماعية، بما في ذلك إدخال تعديلات على حقوق العمال غير النظاميين والمرأة العاملة، وكذلك تحسين الرقابة على تطبيقها. تهدف المدونة إلى تلبية احتياجات العصر وتعزيز العدالة في بيئة العمل. نص الصفحة. نص الصفحة. 

## الفهرس العام
يتكون الظهير الشريف رقم 1.03.194 صادر في 14 من رجب 1424 (11 سبتمبر 2003) بتنفيذ القانون المنظم لمدونة الشغل من تمهيد وسبعة كتب:
- تمهيد
- الكتاب الأول: الاتفاقيات المتعلقة بالشغل
- الكتاب الثاني: شروط الشغل وأجر الأجير
- الكتاب الثالث: النقابات المهنية ومندوبو الأجراء ولجنة المقاولة والممثلون النقابيون داخل المقاولة
- الكتاب الرابع: الوساطة في الاستخدام وتشغيل الأجراء
- الكتاب الخامس: أجهزة المراقبة
- الكتاب السادس: تسوية نزاعات الشغل الجماعية
- الكتاب السابع: مقتضيات ختامية

## مقتيضات مدونة الشغل

### مجال التطبيق
تسري أحكام مدونة الشغل على الأشخاص المرتبطين بعقد شغل، أيا كانت طرق تنفيذه، وطبيعة الأجر المقرر فيه، وكيفية أدائه، وأيا كان نوع المقاولة التي ينفذ العقد داخلها، وخاصة المقاولة الصناعية والتجارية، ومقاولات الصناعة التقليدية، والاستغلالات الفلاحية والغابوية وتوابعها.

كما تسري على المقاولات والمؤسسات التابعة للدولة والجماعات المحلية، إذا كانت تكتسي طابعا صناعيا أو تجاريا أو فلاحيا، وعلى التعاونيات والشركات المدنية، والنقابات والجمعيات والمجموعات على اختلاف أنواعها.
كما تسري أحكام مدونة الشغل على المشغلين الذين يزاولون مهنة حرة، وعلى قطاع الخدمات، وبشكل عام على الأشخاص الذين ارتبطوا بعقد شغل، ولا يدخل شغلهم في نطاق أي نشاط من النشاطات المشار إليها أعلاه.

تسري أحكام المدونة أيضا على:
1 - الأشخاص الذين يضعون أنفسهم في مقاولة ما، رهن إشارة الزبناء لكي يقدموا إليهم مختلف الخدمات، سواء كان ذلك بتكليف من رئيس المقاولة أو برضاه؛:2 - الأشخاص الذين عهدت إليهم مقاولة واحدة بمباشرة مختلف البيوعات وبتلقي مختلف الطلبات، إذا كان هؤلاء الأشخاص يمارسون مهنتهم في محل سلمته لهم المقاولة، ويتقيدون بالشروط والأثمنة التي تفرضها تلك المقاولة؛:3 - الأجراء المشتغلين بمنازلهم.

### اتفاقيات الشغل

#### التعويض عن الطرد التعسفي
أقرت مدونة الشغل للعامل مجموعة من التعويضات يستحقها إذا ما توافرت الشروط المطلوبة قانونا لذلك.

ويختلف التعويض في حالة إنهاء عقد العمل محدد المدة عن التعويض في حلة إنهاء عقد غير المحدد المدة، وذلك كما يلي:
- اولا: إنهاء عقد الشغل محدد المدة:

يترتب عن إنهاء عقد الشغل المحدد المدة من طرف المشغل بصفة تعسفية تعويض الأجير وذلك بمنحه بقية الأجر عن المدة المتراوحة ما بين تاريخ إنهاء العقد والأجل المحدد له وذلك بنص المادة (33) من المدونة.

وتجدر الإشارة إلى انه لم يكن هناك نص تشريعي يحدد مقدار التعويض قبل صدور المدونة وكان تقدير التعويض موكول للسلطة التقديرية للقضاء مع الأخذ بعين الاعتبار ظروف كل عامل على حدة وإمكانية حصوله على عمل جديد والأجرة التي يتقاضاها من هذا العمل وقد دأبت المحاكم على منح التعويض بمبلغ يساوي الأجرة خلال المدة المتبقية من العقد وهو ما أكدته المدونة بنص تشريعي.
- ثانيا: إنهاء عقد العمل غير المحدد المدة:

ويترتب عن ذلك مجموعة من التعويضات تتعرض لها كما يلي:
1) التعويض عن الإنهاء التعسفي للعقد :
يترتب عن الإنهاء التعسفي لعقد العمل بصفة تعسفية من جانب رب العمل حسب المادة 41 من مدونة الشغل اما الحكم بإرجاع العامل إلى شغله أو حصوله على تعويض يقدر على أساس أجرة شهر ونصف عن كل سنة عمل أو جزء من السنة على ان لا يتعدى سقف 36 شهرا، ونرى من خلال المادة 41:
ان المشرع قد ترك الخيار للمحكمة للحكم اما بإرجاع العامل إلى مشغله أو الحكم له بالتعويض وهو نفس المقتضى الذي كانت تنص عليه الفقرة الأخيرة من الفصل 6 من النظام النموذجي المؤرخ في 23/10/1948.
انه قد حدد مقدار التعويض في اجرة شهر ونصف في حدود 36 شهرا وبالتالي فقد سحب ذلك من سلطة القضاء التقديرية من جهة ومن جهة أخرى فقد جعل من مدة العمل المعيار الأوحد لحساب التعويض بعدما كان الفصل 754 من ق ل ع يضع معايير عدة على المحكمة مراعاتها في تعليل التعويض المحكوم به (العرف وطبيعة العمل وأقدمية أدائها وسن الأجير ومقدار الأجر ومراعاة كل الظروف التي تبرر وجود الخسارة وتحديد مداها).
2) التعويض عن الفصل :
لقد استعمل مشرع المدونة مصطلح الفصل عوض الإعفاء من الخدمة كما كان يسميه المرسوم الملكي رقم 66. 317 بتاريخ 14/8/1967 كما ان المادة 53 منها قد رفعت من المبلغ التعويض عما مقررا بالمرسوم أعلاه بحيث أصبح الأجير يستحق:
96 ساعة من الاجرة فيما يخص5 سنوات الأولى من الاقدمية عوض 48 ساعة في التشريع الملغى.
144 ساعة من الاجرة فيما يخص المدة المتراوحة بين السنة 6 و 10 بدلا من 72 ساعة في التشريع الملغى.
192 ساعة عن المدة بين السنة 11 و15 عوض 96 في التشريع الملغى.
240 ساعة من الاجرة فيما يخص المدة التي تفوق 15 سنة عوض 120 ساعة في التشريع الملغى.
ويشترط للحصول على التعويض اعلاه ان يكون فسخ العقد لغير الخطأ الجسيم أو القوة القاهرة وان يقضي العامل مدة ستة أشهر على الاقل (عوض سنة كاملة في التشريع السابق) والا يكون قد سقط حقه في المطالبة به وفق المادة 65 من المدونة التي اوجبت على العامل تحت طائلة سقوط الحق رفع دعوى الفصل داخل اجل 90 يوما من تاريخ التوصل بمقرر الفصل.

ويقدر التعويض اعلاه على أساس معدل الأجور المتقاضاة خلال 52 اسبوعا السابقة للفصل دون أن يقل عن الحد الأدنى للاجر (م 55 - 56) ويرفع بنسبة نسبة 100 في المائة التعويض المستحق لمندوب الإجراء والممثل النقابي بالمقاولة الذين يفصلن خلال مدة انتدابهم.
3)التعويض عن عدم منح اجل الأخطار أو عدم احترام مدته.
لقد ألزم المشرع المشغل تنبيه الأجير عندما يقدم على فسخ العقد بإرادته المنفردة وقد نضمت المدونة في المواد (43 إلى 51) أجل الإخطار وقد رتبت المادة الأخيرة (51) عن انهاء عقد الشغل دون أجل الأخطار أو قبل انصرام مدته أداء الطرف المسؤول عن الإنهاء تعويضا يعادل مبلغ الأجر الذي كان من المفروض أن يتقاضاه لو استمر في أداء شغله.

وقد صدر المرسوم رقم 469 - 4 - 2 بتاريخ 29/12/2004 والذي حدد آجال الأخطار كما يلي:
بالنسبة للأطر وما شابهم حسب أقدميتهم:
- أقل من سنة................................... شهر واحد؛:::* من سنة إلى خمس سنوات........................ شهران؛:::* أكثر من خمس سنوات.............................ثلاثة أشهر.

بالنسبة للمستخدمين والعمال:
- أقل من سنة.......................................... ثمانية أيام؛:::* من سنة إلى خمس.................................... شهرا واحد؛:::* أكثر من خمس سنوات............................... شهران.

وما يلاحظ بمقارنة المقتضيات أعلاه بالمقتضيات السابقة (القرار الوزيري المؤرخ في 13/غشت/1951) أن المرسوم الحالي جعل معيار التمييز بين العمال على أساس صفة العامل (اطار - عامل أو مستخدم)، ثم على أساس مدة العمل في حين كان القرار اعلاه يجعل من طبيعة العمل معيارا لتحديد أجل الأخطار كما ان التشريع الحالي لم يحرم اية طبقة من اجل الأخطار كما كان بالنسبة للعجانين ونادلي المطاعم والمقاهي ومستخدمي المطبخ والمكلفين بتجصيص الأرض والبناء والترخيم..الخ)، ومنع أن يقل أجل الأخطار في جميع الأحوال عن ثمانية أيام (م 43).وهذه المقتضيات كلها في صالح العامل.

لكن الملاحظ هو ان المدونة لم تضع معيار للتمييز بين الصفات المذكورة: اطار وما شابهه مستخدم أو عامل.
4) التعويض عن عدم التمتع بالعطلة السنوية.
لقد نظمت المدونة في الباب الرابع منها الاحكام المتعلقة بالعطلة السنوية المؤدى عنها ابتداء من المادة (231 -إلى 268) وقد نظمت ابتداء من المادة 249 التعويض عن العطلة المؤدى عنها والتعويض عن عدم التمتع بها في حالة انهاء العقد ويستحق العامل التعويض عن الإجازة السنوية مهما كان سبب انهاء علاقة الشغل (مبررا أو غير مبرر) (م 254) يشترط قضاء ما لا يقل عن ستة أشهر متتابعة في خدمة مقاولة واحدة أو مشغل واحد(م = 251)ويساوي هذا التعويض مقابل اجر يوم ونصف أو يومين عن كل شهر اتمه في الشغل (م 252) ويعادل كل جزء من الشغل بدأه الاجير شهرا كاملا من الشغل يجب مراعاته عند احتساب التعويـض (م 251) وقد حددت المادة 238 مفهوم شهر من الشغل في 26 يوما من الشغل الفعلي أو كل فترة شغل متصلة أو غير متصلة مدتها 191 ساعة في النشاطات غير الفلاحية و208 ساعة في النشاطات الفلاحية.

وبالإضافة إلى التعويضات المفصلة اعلاه يمكن للاجير عند انهاء عقد العمل ان يطالب بكل تعويض لم يكن يتمتع به أثناء سريان العقد كما نضمته احكام مدونة الشغل ونذكر من هذه الاحكام المقتضيات المتعلقة بالحد الأدنى للاجير م (356) والأقدمية (م 350) والساعات الإضافية (م 198 والمرسوم عدد 570-04-02 بتاريخ 29/12/2004) التعويض عن الإجازة بمناسبة الولادة (م 270) التعويض عن اشتغال أيام الأعياد والراحة الاسبوعية بالإضافة عن التعويض عن عدم تسلم شهادة الشغل (م 72).

كما ان مدونة الشغل قد اقرت التعويض عن فقدان الشغل الا انها لم تحدد شروط الحصول عله ولا كيفية حسابه بحيث اوردته في المادة 59 كتعويض مستقل يستفيد منه الاجير عن فصله إلى جانب التعويض عن الضرر والأخطار في حين ربطت الفقرة الأخيرة من المادة 53 الاستفادة منه بالأسباب الاقتصادية أو التكنولوجية أو الهيكلية وذلك وفق القوانين ولأنظمة الجاري بها العمل.

ويرى ذ/ النقيب عبد الكبير مكار ان التعويض عن فقدان الشغل لا يمكن الحكم به حاليا الا عند صدور ما ينظمه لتصبح مقتضياته واهدافه والحالات التي يطبق عليها.

كما ان مدونة الشغل أقرت مقتضيات بخصوص تقادم الدعاوي الناشئة عن علاقة الشغل في المادة 365 منها والتي نصت على تقادم كل الحقوق الناتجة عن عقود الشغل الفردية بمرور سنين سواء كانت نابعة عن تنفيذ هذه العقود أو إنهائها.

و هي بذلك تكون قد رفعت من اجل التقادم الذي كان مقررا في المادة 388 ق ل ع في سنة واحد ة كما انها لم تعد تميز بين ما ينشأ عن تنفيذ العقد والذي كان تحكمه المادة (388 ق ل ع) أو عن انهاءه والذي كانت تحكمه القاعدة العامة (106) ق ل ع أي بمرور خمس سنوات وأصبحت كل الحقوق تسقط إذا لم يطالب بها من له الحق فيها بمرور سنتين.

لكن هذا التمييز لم يتم وضع حد صريح له فيها يخص شمول التعويضات بالنفاذ المعجل إذ لم يتم تعديل المادة 285 من ق م م لتصبح كل الحقوق المخولة للعامل مشمولة بالنفاذ المعجل ولتضع حدا للاجتهاد القضائي الذي أصبح راسخا لدى جميع محاكم المملكة بشمل الحكم بالنفاذ المعجل فيما تعلق بالحقوق الناتجة عن عقد العمل وعدم شملها فيها يتعلق بالحقوق الناتجة عن إنهائه.

### النقابات
تاسيس النقابات أو الانضمام اليها يعتبر من الحقوق الاساسية المنصوص عليها في الدستور المغربي وقد اولت مدونة الشغل المغربية عناية كبيرة لهذا الموضوع من خلال الكتاب التالت.وقد حدد ظهير النقابات الشروط الواجب توفرها لإحداث نقابة أو الانتماء إليها

### وساطة الشغل
الوساطة في الشغل قد تتم تبعا لطريقتين:
إما وساطة الدولة وفي هذه الحالة نتكلم عن الوكالة الوطنية لإنعاش التشغيل والكفاءات وهي عبارة عن
مؤسسة عمومية ذات استقلال إداري ومالي لكن تخضع لرقابة الدولة وخصوصا السلطة الوصية التي هي الحكومة بالإضافة إلى مجموعة من الهيآت والمنظمات.أو نجد وساطة الخواص حيث نجد مقاولات مختصة في هذا الشأن ومتمتعة بالشخصية المعنوية إذ تقوم بالوساطة بين الباحث عن العمل الذي تقدم خدماتها له بالمجان والمشغل الذي يقوم بأداء الأتعاب للمقاولة التي توسطت له إلا أن الباحث عن العمل يؤدي كذلك أتعابا للمقاولة عندما يتعلق الأمر بعقود العمل في الخارج.

### نزاعات الشغل
عدم أداء الرواتب